# Diplurodes indentata
Diplurodes indentata är en fjärilsart som beskrevs av W. Warren 1897. Diplurodes indentata ingår i släktet Diplurodes och familjen mätare. Inga underarter finns listade i Catalogue of Life.